# Microserica tarsalis
Microserica tarsalis är en skalbaggsart som beskrevs av Frey 1960. Microserica tarsalis ingår i släktet Microserica och familjen Melolonthidae. Inga underarter finns listade i Catalogue of Life.